# غلينيز باكر
غلينيز باكر هي لاعبة كرلنغ كندية، ولدت في 27 أغسطس 1962 في هاي ريفر ‏ في كندا.

## وصلات خارجية
- غلينيز باكر على موقع الاتحاد الدولي للكرلنغ (الإنجليزية)
- غلينيز باكر على موقع اللجنة الأولمبية الدولية (الإنجليزية)
- غلينيز باكر على موقع أوليمبيديا (الإنجليزية)
- غلينيز باكر على موقع اللجنة الأولمبية الكندية (الإنجليزية)